# Procleomenes borneensis
Procleomenes borneensis là một loài bọ cánh cứng trong họ Cerambycidae.